# 14 Pułk Zmechanizowany
14 Kołobrzeski Pułk Zmechanizowany im. ppor. Edmunda Łopuskiego (14 pz) – oddział wojsk zmechanizowanych Sił Zbrojnych PRL i okresu transformacji ustrojowej.

## Formowanie i zmiany organizacyjne
W 1962 roku 14 Kołobrzeski Pułk Piechoty stacjonujący w garnizonie Tarnów został przeformowany w 14 Kołobrzeski Pułk Zmechanizowany i włączony w skład 9 Drezdeńskiej Dywizji Zmechanizowanej.
7 marca 1985 roku Minister Obrony Narodowej nadał jednostce imię patrona, ppor. Edmunda Łopuskiego.
W 1988 roku pułk został przeformowany w 14 Ośrodek Materiałowo-Techniczny. W 1991 roku w garnizonie Przemyśl został odtworzony 14 Pułk Zmechanizowany. W 1993 roku pułk został przeformowany w 14 Brygadę Pancerną.
Od 1 marca 2001 roku dziedzictwo pułku przejęła i kultywowała tradycję 14 Brygada Obrony Terytorialnej, a od 1 stycznia 2008 roku – 14 Batalion Obrony Terytorialnej w Przemyślu.

## Zadania mobilizacyjne
W 1972 roku pułk miał zadanie w M+4 zmobilizować według etatu 30/658 105 pułk zmechanizowany 26 Rezerwowej Dywizji Zmechanizowanej. 
W 1984 roku pułk miał zadanie w M+6 zmobilizować według etatu 30/726/0 125 pułk zmechanizowany 31 Rezerwowej Dywizji Zmechanizowanej.

## Przekształcenia
14 pułk piechoty → 14 pułk zmechanizowany → 14 Ośrodek Materiałowo-Techniczny  → 14 pułk zmechanizowany → 14 Brygada Pancerna → 14 Brygada Obrony Terytorialnej → 14 batalion Obrony Terytorialnej → 14 batalion zmechanizowany